# Карабаево (Татарстан)
Караба́ево (тат. Карабай) — деревня в Апастовском районе Республики Татарстан России. Входит в состав Староюмралинского сельского поселения. 

## История
В «Списке населенных мест по сведениям 1859 года», изданном в 1866 году, населённый пункт упомянут как казённая деревня Карабаева Юмрали 2-го стана Тетюшского уезда Казанской губернии. Располагалась при речке Юмралинке, на торговом тракте из Тетюш в Свияжск, в 24 верстах от уездного города Тетюши и в 35 верстах от становой квартиры во владельческом селе Знаменское (Чипчаги). В деревне в 71 дворе жили 406 человек (214 мужчин и 192 женщины). Была мечеть.
По сведениям переписи 1897 года, в деревне Карабаева-Юмрялы Тетюшского уезда Казанской губернии проживали 602 человека (297 мужчин, 305 женщин), все мусульмане.

## Население
| 1782 | 1859 | 1897 | 1908 | 1920 | 1926 | 1938 | 1949 | 1958 | 1970 | 1979 | 1989 | 2002 | 2010 | 2015 |
| ---- | ---- | ---- | ---- | ---- | ---- | ---- | ---- | ---- | ---- | ---- | ---- | ---- | ---- | ---- |
| 84   | 406  | 627  | 688  | 675  | 503  | 632  | 375  | 412  | 443  | 335  | 267  | 202  | 161  | 150  |

Национальный состав деревни — татары.